# 사이고촌 (기후현)
사이고촌(일본어: 西郷村)은 일본 기후현 모토스군에 존재했던 촌이다. 현재의 기후시 서북부에 해당한다.

## 역사
- 1897년 4월 1일 - 가타가타군이 분할되어, 이나바군, 이비군, 모토스군의 일부가 되었으며, 사이고촌은 모토스군에 소속되었다.
- 1897년 4월 1일 - 사이고촌 및 6개 촌이 합병해 사이고촌이 성립하였다.
- 1950년 8월 20일 - 기후시에 편입해,  사이고촌은 소멸되었다.

## 참고 문헌
- 角川日本地名大辞典編纂委員会,『角川日本地名大辞典 21 岐阜県』1980, 角川書店